# Avelgem
Avelgem es un municipio de Bélgica, situada en la provincia de Flandes Occidental. A comienzos de 2018 contaba con una población total de 10.065 personas. La extensión del término es de 21,75 km², con una densidad de población de 462,8 habitantes por km².

## Geografía
- Altitud: 17 metros.
- Latitud: 50º 46' 00" N
- Longitud: 003º 25' 59" E

### Secciones del municipio
El municipio comprende los antiguos municipios, que se fusionaron en 1977:
| - Avelgem - Bossuit - Kerkhove - Outrijve - Waarmaarde |

## Demografía

### Evolución
Todos los datos históricos relativos al actual municipio, el siguiente gráfico refleja su evolución demográfica, incluyendo municipios después de efectuada la fusión el 1 de enero de 1977.
| Gráfica de evolución demográfica de Avelgem entre 1846 y 2020 |
|                                                               |